# Chloris Mons
Il Chloris Mons è una struttura geologica della superficie di Venere.